# 24 часа Ле Мана
24 часа Ле Мана (фр. 24 Heures du Mans) је најстарија трка спортских аутомобила и издржљивости на свету која се одржава од 1923. године у близини градића Ле Ман, у Француској. Сматра се једном од најпрестижнијих аутомобилских трка у свету и названа је „великом трком издржљивости и ефикасности“.
Трку организује Automobile Club de l'Ouest , а одржава се на стази Circuit de la Sarthe, који садржи мешавину затворених јавних путева и наменских делова тркачке стазе, у којима тркачке екипе морају избалансирати захтеве за брзином са способношћу аутомобила да раде 24 сата без механичких кварова. Од 60 аутомобила који су се квалификовали за трку 2018. године, 41 аутомобил је био у трци у пуном трајању.

## Сврха трке
Grand Prix трке су биле доминантни облик мото спорта широм Европе, Ле Ман је дизајниран да представи другачији тест. Уместо да се фокусирају на способност аутомобилске компаније да изграде најбрже машине, 24 сата Ле Мана ће се уместо тога концентрисати на способност произвођача да граде спортске, али и поуздане аутомобиле. То је охрабрило иновацију у производњи поузданих и економичних возила, јер за трке издржљивости су потребни аутомобили који трају.
Нафтна криза почетком 1970-их навела је организаторе да усвоје формулу економичности горива која је позната и као група Ц која је ограничавала количину горива за који је сваки аутомобил био дозвољен. Иако је касније напуштен, економичност горива остаје важна јер нови извори горива смањују време проведено на стајалиштима на стазама. Такве технолошке иновације су имале ефекат смањивања и могу се уградити у аутомобиле широке потрошње. То је такође довело до бржих и егзотичнијих супераутомобила јер произвођачи настоје развити брже аутомобиле како би их развили у још брже ГТ аутомобиле.

## Трка
Трка се одржава у јуну, што понекад доводи до веома врућих услова за возаче, посебно у затвореним возилима са лошом вентилацијом; киша се обично деси за време трке. Трка почиње средином поподнева и завршава сутрадан у исти час када је трка стартовала претходног дана. Током 24 сата савремени такмичари често пређу раздаљине веће од 5000 км.
Возачи и тркачки тимови теже брзини и избегавању механичких оштећења, као и управљању потрошним материјалом аутомобила, пре свега горивом, гумама и кочним материјалима. Такође се тестира издржљивост, с тим што возачи често возе дуже од два сата, пре него што их други возач може одменити током заустављања док једу и одмарају. Постојећи прописи налажу да три возача деле свако конкурентно возило.
У почетку, трка је представљала аутомобиле пошто су се продавали широј јавности, а затим су се називали "Спортски аутомобили", за разлику од специјализованих тркачких аутомобила који се користе у тркама за Гранд При.

## Аутомобили
У трци је око 60 такмичара. Сваки аутомобил је морао да има најмање два седишта, али у последње време аутомобилима је потребна само могућност смештаја другог седишта у кабини, а не самог седишта. Није дозвољено више од два врата; Отворени аутомобили у кабини не захтевају врата.

## Традиција и правила
Иако је већину свог постојања трка била део Светског првенства у спортским аутомобилима, трка је имала другачије прописе из безбедносних и такмичарских разлога делимично због своје дужине трајања. Током многих деценија, аутомобилима је требало да се тркају најмање сат времена пре него што им је дозвољено да поново пуне течности за аутомобил, као што су уље или расхладна течност, са изузетком горива. Ово је био покушај да се помогне у повећању ефикасности и поузданости. Аутомобили који нису могли трајати први сат без замене изгубљене течности били су дисквалификовани.
Друго правило јединствено за Ле Ман је да се аутомобили морају искључити док се пуне у питстоповима. Не само да је ово сигурније и мање од пожара, већ је то још један тест поузданости, јер је аутомобиле са гарантованом способношћу да се поново покрену више пута у тркачким условима теже направити. Други елемент овог правила је да механичарима није дозвољено да раде на аутомобилу док се допуњава (осим помоћи возачу у или из аутомобила), што је довело тимове да прилагоде иновативне начине на које ће смањити време ове дугачке паузе. Возачима је дозвољено да изађу из аутомобила и да их замене другим возачима током долива горива. Та правила се такође примењују на ФИА Светском првенству у издржљивости.
У Ле Ману постоје разне дугогодишње традиције, укључујући махање француске тробојке за почетак трке. Обично га прати прелет са млазницама који вуку плави, бели и црвени дим. Слична традиција заставе је махање сигурносним заставама током завршног круга трке, честитајући победницима и осталим финишерима.
Ле Ман је био место првог телевизијског примерка победничког возача који се славио просипајући шампањац, уместо пијући га.

## Несреће
Ле Ман је имао бројне несреће са смртним исходима, делом и због врло брзе природе свих варијанти стазе током историје. Највећа је била 1955. године, када је погинуло више од 80 гледалаца и возач Пјера Левега. У јеку катастрофе отказане су многе трке, укључујући трке Гранд При у Немачкој, Шпанији и Швајцарској (последња као део забране забране тркачких стаза која се одржавала до 2018). Несрећа је довела до сигурносних прописа у свим мото спортовима како за заштиту возача тако и за гледаоце.